# Propietat (ontologia)
Una propietat és allò que quan és posseït per un objecte contribueix a fer que aquest objecte sigui com és. Una propietat concreta es pot considerar com una forma de ple dret de l'objecte, que a més en general tindrà també altres propietats. Comprendre com diferents ens determinades poden d'alguna manera compartir algunes mateixes propietats és al fonament del problema dels universals.
Així, una propietat es diferencia dels objectes individuals en que pot ser instanciada, i sovint a més d'una cosa. Es diferencia de la classe lògica i matemàtica en que no inclou cap concepte d'extensionalibilitat que la propietat es considera distinta dels objectes que la posseeixen. Les propietats poden o no ser quantificables i, per tant, ser o no mesurades en quantitats. El terme atribut té el mateix significat.

## Etimologia
El mot català "propietat" és pres del llatí proprietāte, amb el mateix significat.

## Classificació
Una classificació de les propietats pot ser la següent:
- Una propietat genèrica no fa referència a cap sistema ni a cap component concret o específic, com per exemple la concentració.
- Una propietat subgenèrica fa referència a un component concret d'algun sistema, com per exemple la concentració de colesterol en qualsevol lloc.
- Una propietat específica fa referència de forma inconcreta a un sistema, o a un sistema i alguns dels seus components, com per exemple la concentració de colesterol en el plasma sanguini.
- Una propietat individual fa referència a un sistema concret, o a un sistema concret i alguns dels seus components, definit en el temps i en l'espai, com per exemple la concentració de colesterol en el plasma del pacient tal, el dia qual, a una hora concreta.

## En ciència i tecnologia
Les propietats també es poden classificar segons l'àmbit al qual pertanyen els objectes que les posseeixen; així es pot parlar de propietats físiques, matemàtiques o químiques, entre d'altres. Una propietat biològica, en ciències de laboratori clínic, per exemple, és qualsevol propietat d'un sistema biològic animal, el mesurament o l'examen in vitro de la qual serveix per ajudar al diagnòstic, pronòstic, tractament i seguiment de les malalties, així com per al seu coneixement.
En l'àmbit científic i tecnològic es tenen en compte propietats molt diverses, des de les propietats organolèptiques (olor, sabor, color, etc.), fins a les matemàtiques. En fisicoquímica s'estudien les propietats col·ligatives (pressió de vapor, pressió osmòtica, punt de congelació, punt d'ebullició, etc.), en mineralogia les propietats cristal·logràfiques, en ciències de la salut les propietats farmacològiques d'algunes molècules, o les propietats que caracteritzen certes espècies bacterianes, o les propietats biològiques humanes d'interès mèdic, entre d'altres.
Una propietat que fa referència a un aspecte quantificable és una magnitud i quan es refereix a un aspecte qualitatiu s'anomena propietat qualitativa, encara que alguns textos influïts per la llengua anglesa l'anomenen propietat nominal.